# Allium elegantulum
Allium elegantulum — вид рослин з родини амарилісових (Amaryllidaceae); ендемік Китаю.

## Опис
Цибулини скупчені, циліндрична, діаметром 0.3–0.5 см; оболонка білувато-жовта або від жовтувато-коричневої до темно-сірої. Листки від шилоподібних до вузьколінійних, (1)3–4 мм, півкруглі в розрізі, край гладенький. Стеблина 10–16(20) см × (0.5)1–1.5 мм, кругла в розрізі, гладка, вкрита листовими піхвами лише в основі. Зонтик від напівсферичного до кулястого, густо багатоквітковий. Оцвітина від білої до рожево-білої; сегменти з червоною серединною жилкою; зовнішні сегменти від еліптичних до яйцюватих, ≈ 3 × 1.8–2 мм; внутрішні зворотно-яйцюваті, 3.5–4 × 1.8–2 мм, верхівки укорочені, іноді нерівно зубчасті. Період цвітіння: липень — серпень.

## Поширення
Ендемік Китаю — Ляонін.
Населяє піщані або кам'янисті місця, скелі